# گورکن (فیلم ۲۰۲۰)
گورکن فیلمی ایرانی به نویسندگی و کارگردانی کاظم ملایی و تهیه‌کنندگی سینا سعیدیان است که در آن ویشکا آسایش، حسن معجونی، مهراوه شریفی نیا، رضا بهبودی، مهدی حسینی نیا، بهنوش بختیاری، سیاوش چراغی‌پور و گوهر خیراندیش به ایفای نقش پرداخته اند. 
گورکن برای نخستین بار در ۲۷ ژوئیه ۲۰۲۰ در بیست و سومین جشنواره بین‌المللی فیلم شانگهای چین به نمایش درآمد و در آن‌جا نامزد دریافت جایزه بهترین فیلم در بخش استعدادهای جدید آسیایی شد.  این فیلم در ۲۵ اکتبر ۲۰۲۰، در اولین نمایش آمریکای شمالی خود، در بخش مسابقه بیست و هفتمین جشنواره فیلم آستین آمریکا (جشنواره فیلمنامه‌نویسان) به نمایش درآمد و کاظم ملایی نویسندهٔ فیلم، موفق به دریافت جایزه بهترین فیلم داستانی از این رویداد معتبر فیلمنامه نویسان شد. 
در سال ۱۴۰۰ به دلیل همه‌گیری ویروس کرونا و وضعیت قرمز اکثر شهرهای کشور و تعطیلی چند باره سینماها، فیلم سینمایی گورکن در تاریخ ۱۴ مرداد ۱۴۰۰ در پلتفرم‌های فیلیمو، نماوا و تلویکا به صورت آنلاین به اکران عمومی درآمد. این فیلم در تاریخ ۱۴ مهرماه وارد شبکه نمایش خانگی (VOD) شد و با استقبال علاقمندان سینما قرار گرفت. گورکن در خلال سالهای ۲۰۲۰ و ۲۰۲۱ در بیش از ۵۰ جشنواره جهانی به نمایش درآمد و ۲۳ جایزه مختلف را کسب نمود.

## داستان
این فیلم داستان زنی است به نام سوده شریف زادگان با بازی ویشکا آسایش که درست قبل از ازدواج مجددش دچار یک چالش سخت در زندگی شخصی‌اش می‌شود.  پسر ۱۱ ساله اش به نام ماتیار که مبتلا به آلبینیسم است، ربوده شده و آدم ربایان برای آزادسازی او درخواست ۱۰ عدد بیت کوین می کنند.

## بازیگران
| بازیگر           | نقش                 |
| ---------------- | ------------------- |
| ویشکا آسایش      | سوده شریف زادگان    |
| حسن معجونی       | پیمان جنابی         |
| مهراوه شریفی نیا | افرا                |
| گوهر خیراندیش    | خاله افسون          |
| بهنوش بختیاری    | مهین‌دخت (دُخی)       |
| رضا بهبودی       | سیروس شریف زادگان   |
| مهدی حسینی نیا   | روزبه               |
| سیاوش چراغی پور  | کارشناس شرکت سمپاشی |
| محمود نظرعلیان   | عتیقه فروش          |
| یدالله شادمانی   | سید عباس            |
| حمیدرضا محمدی    | سجاد سلطانی         |
| میلاد شاه حسینی  | صابر رضایی          |
| محمدامین اسدی    | ماتیار              |
| ندا دهشیری       | منشی شریف زادگان    |

## جشنواره‌ها و جوایز
فیلم سینمایی گورکن علاوه بر نمایش در جشنواره‌های شانگهای چین و آستین آمریکا، در بیش از ۵۰ جشنواره جهانی از جمله همیلتون کانادا، جوگجا نتپک اندونزی، سالرنو ایتالیا، باهاما، صوفیا منار بلغارستان، فارگوی آمریکا، سالنتوی ایتالیا، مریلند آمریکا، پنج دریاچه آلمان، ریورساید آمریکا، آوانکای پرتغال، کیکستر انگلستان، وارنای بلغارستان، اسپلیت کرواسی، زیرزمینی آریزونا، فیلم‌های آسیایی لس‌آنجلس، کالیای اسپانیا، جیپور هندوستان، داکای بنگلادش ، بوفالوی آمریکا، آسیایی بارسلونا، ترنی ایتالیا  و ... به نمایش درآمده و ۲۳ جایزه‌ی مختلف را کسب نموده است.
| نام جشنواره                                                        | کشور      | تاریخ                | بخش جشنواره                 | نتیجه | منابع         |
| ------------------------------------------------------------------ | --------- | -------------------- | --------------------------- | --- | ------------- |
| بیست و سومین جشنواره بین‌المللی فیلم شانگهای                        | چین       | اوت ۲۰۲۰             | استعداد جدید آسیایی         | نامزد بهترین فیلم داستانی                                                                                             | [ ۲۶ ]        |
| بیست و هفتمین جشنواره فیلم آستین                                   | آمریکا    | اکتبر ۲۰۲۰           | فیلم‌های سینمایی داستانی     | برندهٔ بهترین فیلم داستانی و نامزد جایزهٔ تماشاگران                                                                     | [ ۲۷ ]        |
| پنجمین جشنواره بین‌المللی فیلم کینه نوا                             | مقدونیه   | اکتبر ۲۰۲۰           | فیلم‌های بلند سینمایی        | نامزد جایزهٔ بزرگ جشنواره                                                                                              | [ ۲۸ ]        |
| ششمین جشنواره بین‌المللی فیلم بانکوک‌تای                             | تایلند    | اکتبر ۲۰۲۰           | فیلم‌های بلند سینمایی        | برندهٔ بهترین فیلم بلند سینمایی                                                                                        | [ ۲۹ ]        |
| بیست و نهمین جشنواره فیلم برکلی                                    | آمریکا    | نوامبر ۲۰۲۰          | فیلم‌های بلند سینمایی        | برندهٔ بهترین فیلم خارجی‌زبان و بهترین فیلم از نگاه تماشاگران                                                           | [ ۳۰ ]        |
| سیزدهمین جشنواره آمریکایی آسیایی فیلادلفیا                         | آمریکا    | نوامبر ۲۰۲۰          | فیلم‌های بلند سینمایی        | دیپلم افتخار بهترین فیلم از نگاه تماشاگران و نامزد بهترین فیلم داستانی                                                | [ ۳۱ ]        |
| پانزدهمین جشنواره فیلم همیلتون                                     | کانادا    | نوامبر ۲۰۲۰          | فیلم‌های بلند سینمایی        | نامزد بهترین فیلم سینمایی                                                                                             | [ ۳۲ ]        |
| دهمین جشنواره بین‌المللی فیلم ویاوگا                                | آمریکا    | نوامبر ۲۰۲۰          | فیلم‌های بلند سینمایی        | برندهٔ بهترین فیلم خارجی‌زبان                                                                                           |               |
| هفتمین جشنواره فیلم داربی                                          | انگلستان  | نوامبر ۲۰۲۰          | فیلم‌های بلند سینمایی        | نامزد بهترین فیلم سینمایی                                                                                             | [ ۳۳ ]        |
| پانزدهمین جشنواره فیلم‌های آسیایی جوگجا نتپک                        | اندونزی   | نوامبر ۲۰۲۰          | بخش نتپک                    | (جشنوارهٔ غیر رقابتی)                                                                                                  | [ ۳۴ ]        |
| نهمین جشنوارهٔ جهانی فیلم پارسی                                     | استرالیا  | دسامبر ۲۰۲۰          | فیلم‌های بلند سینمایی        | نامزد غزال طلایی بهترین فیلم                                                                                          | [ ۳۵ ]        |
| هفتاد و چهارمین جشنواره بین‌المللی فیلم سالرنو                      | ایتالیا   | دسامبر ۲۰۲۰          | فیلم‌های بلند سینمایی        | نامزد بهترین فیلم سینمایی                                                                                             | [ ۳۶ ]        |
| هفدهمین جشنوارهٔ بین‌المللی فیلم باهاما                              | باهاما    | ژانویه ۲۰۲۱          | نگاه نو (فیلم اول و دوم)    | نامزد بهترین فیلم نگاه نو                                                                                             | [ ۳۷ ]        |
| سیزدهمین جشنوارهٔ فیلم صوفیا منار                                   | بلغارستان | ژانویه ۲۰۲۱          | فیلم‌های بلند سینمایی        | (جشنوارهٔ غیر رقابتی)                                                                                                  | [ ۳۸ ]        |
| سیزدهمین جشنواره بین‌المللی فیلم جیپور                              | هندوستان  | ژانویه ۲۰۲۱          | فیلم‌های بلند سینمایی        | حضور در بخش مسابقه | [ ۳۹ ]        |
| نوزدهمین جشنواره بین‌المللی فیلم داکا                               | بنگلادش   | ژانویه ۲۰۲۱          | سینمای جهان                 | نامزد جایزه تماشاگران                                                                                                 | [ ۴۰ ]        |
| ششمین جشنواره بین‌المللی فیلم دریای کارائیب (فیکمارک)               | ونزوئلا   | ژانویه ۲۰۲۱          | آثار سینمایی                | برندهٔ بهترین فیلم سینمایی درام                                                                                        |               |
| پنجمین جشنوارهٔ بین‌المللی فیلم پراسپکتور                            | آمریکا    | فوریه ۲۰۲۱           | فیلمهای تریلر               | برندهٔ بهترین فیلم سینمایی                                                                                             | [ ۴۱ ]        |
| بیست و یکمین جشنوارهٔ فیلم فارگو                                    | آمریکا    | مارس ۲۰۲۱            | فیلمهای سینمایی داستانی     | دیپلم افتخار بهترین فیلم سینمایی داستانی                                                                              | [ ۴۲ ]        |
| نوزدهمین جشنوارهٔ بین‌المللی فیلم ریورساید                           | آمریکا    | آوریل ۲۰۲۱           | فیلمهای سینمایی             | برندهٔ جوایز بهترین فیلم سینمایی، بهترین بازیگر زن (ویشکا آسایش)، بهترین گروه بازیگران و بهترین فیلم از نگاه تماشاگران | [ ۴۳ ] [ ۴۴ ] |
| بیست و سومین جشنوارهٔ فیلم مریلند                                   | آمریکا    | می ۲۰۲۱              | فیلمهای سینمایی             | (جشنوارهٔ غیر رقابتی)                                                                                                  | [ ۴۵ ]        |
| نهمین جشنوارهٔ فیلم وینچستر                                         | انگلستان  | می ۲۰۲۱              | فیلمهای سینمایی             | نامزد بهترین فیلم سینمایی                                                                                             | [ ۴۶ ]        |
| هشتمین جشنوارهٔ فیلم هنرهای زیبا                                    | آمریکا    | ژوئن ۲۰۲۱            | فیلمهای سینمایی داستانی     | نامزد بهترین فیلم سینمایی داستانی                                                                                     | [ ۴۷ ]        |
| ششمین جشنوارهٔ فیلم بارنز                                           | انگلستان  | ژوئن ۲۰۲۱            | آثار سینمایی                | حضور در بخش مسابقه | [ ۴۸ ]        |
| یازدهمین جشنوارهٔ فیلم کوئینز ورلد                                  | انگلستان  | ژوئن ۲۰۲۱            | آثار سینمایی داستانی        | نامزد بهترین فیلم از نگاه تماشاگران و نامزد جایزهٔ بهترین بازیگر زن (ویشکا آسایش)                                      | [ ۴۹ ]        |
| نوزدهمین جشنوارهٔ جهانی فیلم ایسکیا                                 | ایتالیا   | ژوئیه ۲۰۲۱           | آثار سینمایی                | نامزد بهترین فیلم | [ ۵۰ ]        |
| ششمین جشنوارهٔ بین‌المللی فیلم ریل تایم                              | نیجریه    | ژوئیه ۲۰۲۱           | بخش مسابقه اصلی             | جایزهٔ بهترین فیلمبرداری (مجید گرجیان) و نامزد بهترین فیلم موضوعی جشنواره                                              | [ ۵۱ ] [ ۵۲ ] |
| چهارمین جشنوارهٔ مستقل فیلم سوئیندون                                | انگلستان  | ژوئیه ۲۰۲۱           | آثار سینمایی                | برندهٔ بهترین فیلم سینمایی و نامزد بهترین طراحی صحنه (منیر رضی زاده)                                                   | [ ۵۳ ] [ ۵۴ ] |
| بیست و پنجمین جشنوارهٔ فیلم آوانکا                                  | پرتغال    | ژوئیه ۲۰۲۱           | تریلر                       | نامزد بهترین تریلر فیلم (کاظم ملایی)                                                                                  |               |
| بیست و نهمین جشنوارهٔ بین‌المللی فیلم کیکستر                         | انگلستان  | اوت ۲۰۲۱             | سینمای جهان                 | نامزد جایزهٔ تماشاگران                                                                                                 | [ ۵۵ ]        |
| پانزدهمین جشنوارهٔ بین‌المللی فیلم پنج دریاچه                        | آلمان     | اوت ۲۰۲۱             | بهترین‌های جشنواره           | نامزد جایزهٔ تماشاگران                                                                                                 | [ ۵۶ ]        |
| هفتمین جشنوارهٔ فیلمسازان جدید میدلبری                              | آمریکا    | اوت ۲۰۲۱             | آثار سینمایی                | نامزد بهترین فیلم سینمایی                                                                                             | [ ۵۷ ]        |
| بیست و نهمین جشنوارهٔ بین‌المللی فیلم وارنا (عشق دیوانگی است)        | بلغارستان | آگوست و سپتامبر ۲۰۲۱ | پانوراما                    | (بخش غیر رقابتی) | [ ۵۸ ]        |
| هجدهمین جشنوارهٔ بین‌المللی فیلم سالنتو                              | ایتالیا   | سپتامبر ۲۰۲۱         | آثار سینمایی                | نامزد بهترین فیلم سینمایی                                                                                             | [ ۵۹ ]        |
| بیست و ششمین جشنواره فیلم اسپلیت                                   | کرواسی    | سپتامبر ۲۰۲۱         | فروم                        | (بخش غیر رقابتی) | [ ۶۰ ]        |
| چهاردهمین جشنوارهٔ فیلم‌های زیرزمینی آریزونا                         | آمریکا    | سپتامبر ۲۰۲۱         | فیلمهای سینمایی داستانی     | نامزد بهترین فیلم سینمایی داستانی                                                                                     | [ ۶۱ ]        |
| چهاردهمین جشنوارهٔ فیلم‌های ایرانی سانفرانسیسکو                      | آمریکا    | سپتامبر ۲۰۲۱         | فیلمهای سینمایی             | نامزد بهترین فیلم سینمایی                                                                                             | [ ۶۲ ]        |
| سی و هفتمین جشنوارهٔ فیلم‌های آسیایی لس آنجلس                        | آمریکا    | سپتامبر و اکتبر ۲۰۲۱ | فیلمهای سینمایی داستانی     | جایزه ویژه هیئت داوران برای (ویشکا آسایش) به عنوان بهترین بازیگر جشنواره، نامزد بهترین فیلم سینمایی داستانی           | [ ۶۳ ] [ ۶۴ ] |
| دهمین جشنوارهٔ بین‌المللی جوایز فیلم زمستان                          | آمریکا    | سپتامبر و اکتبر ۲۰۲۱ | فیلمهای سینمایی داستانی     | برندهٔ بهترین فیلم مستقل و بهترین بازیگر زن (ویشکا آسایش) و نامزد بهترین کارگردانی (کاظم ملایی) و بهترین فیلم جشنواره  | [ ۶۵ ] [ ۶۶ ] |
| دهمین جشنوارهٔ جهانی فیلم‌های بدون خشونت                             | کانادا    | سپتامبر و اکتبر ۲۰۲۱ | فیلمهای سینمایی             | برندهٔ بهترین فیلم سینمایی و بهترین فیلمنامه (کاظم ملایی)                                                              | [ ۶۷ ]        |
| ششمین جشنوارهٔ فیلم کالیا                                           | اسپانیا   | اکتبر ۲۰۲۱           | فیلمهای مستقل               | نامزد بهترین فیلم مستقل و برندهٔ بهترین فیلمنامه (کاظم ملایی) و بهترین بازیگر زن (ویشکا آسایش)                         | [ ۶۸ ] [ ۶۹ ] |
| پانزدهمین جشنوارهٔ بین‌المللی فیلم بوفالو                            | آمریکا    | اکتبر ۲۰۲۱           | فیلمهای سینمایی داستانی     | نامزد بهترین فیلم سینمایی داستانی                                                                                     | [ ۷۰ ]        |
| بیست و هشتمین جشنوارهٔ بین‌المللی فیلم زنان ایتالیا (اسگواردی آلترو) | ایتالیا   | اکتبر ۲۰۲۱           | آبی کمرنگ (کارگردانانِ مرد)  | بخش غیررقابتی | [ ۷۱ ]        |
| نهمین جشنوارهٔ فیلم‌های آسیایی بارسلونا                              | اسپانیا   | اکتبر و نوامبر ۲۰۲۱  | پانوراما                    | نامزد بهترین فیلم | [ ۷۲ ]        |
| بیست و دومین جشنوارهٔ فیلم اوهای                                    | آمریکا    | نوامبر ۲۰۲۱          | بخش فیلمهای سینمایی داستانی | نامزد بهترین فیلم سینمایی داستانی                                                                                     | [ ۷۳ ]        |
| هفدهمین جشنوارهٔ فیلم ترنی                                          | ایتالیا   | نوامبر ۲۰۲۱          | بخش مسابقه آثار سینمایی     | برگزیدهٔ جایزهٔ بهترین کارگردانی (کاظم ملایی) و نامزد دریافت جایزهٔ بهترین فیلم سینمایی                                  | [ ۷۴ ] [ ۷۵ ] |
| دهمین جشنوارهٔ فیلم‌های آسیایِ جنوبی ونکوور                           | کانادا    | نوامبر ۲۰۲۱          | فیلمهای بلند سینمایی        | نامزد بهترین فیلم بلند سینمایی                                                                                        | [ ۷۶ ]        |
| پانزدهمین جشنوارهٔ فیلم جکسون‌ویل                                    | آمریکا    | فوریه ۲۰۲۲           | آثار سینمایی داستانی        | نامزد بهترین فیلم سینمایی داستانی                                                                                     | [ ۷۷ ]        |
| چهلمین جشنواره فیلم فجر                                            | ایران     | فوریه ۲۰۲۲           | اقلام تبلیغی و اطلاع‌رسانی   | نامزد بهترین پوستر فیلم (عرفان بهکار مهربانی)                                                                         | [ ۷۸ ]        |